# نصف‌النهار ۹۵ درجه شرقی
نصف‌النهار ۹۵ درجه شرقی ۹۵مین نصف‌النهار شرقی از گرینویچ است که از لحاظ زمانی ۶ساعت و ۲۰دقیقه با گرینویچ اختلاف زمانی دارد.
این نصف‌النهار از قطب شمال شروع و از مناطق زیر گذشته و به قطب جنوب ختم می‌شود.
- روسیه
- مغولستان
- چین
- اقیانوس هند